# کلات (سیگار)
کلات  (به انگلیسی: Colt) یک برند سیگار است؛ که در حال حاضر توسط امپریال توباکو تولید می‌شود. این برند در سال ۱۹۶۴ پایه‌گذاری گردید.